# مهد قرآن
مهد قرآن مربوط به اواخر دوره قاجار -اوایل دوره پهلوی است و در یزد، محله فهادان، جنب خانه محمودی واقع شده و این اثر در تاریخ ۱۷ اسفند ۱۳۸۱ با شمارهٔ ثبت ۷۷۷۱ به‌عنوان یکی از آثار ملی ایران به ثبت رسیده است.